# Lukáš Hrádecký
Lukáš Hrádecký (født 24. november 1989) er en finsk målmand af slovakisk afstamning, der til daglig spiller for AS Monaco i den franske Ligue 1.
Han har tidligere spillet for Esbjerg fB og Brøndby IF. Han har været en ombejlet herre, og har blandt andet været sat i forbindelse med store klubber som Manchester United og Napoli.

## Karriere

### Esbjerg fB
Hradecky nåede at spille 85 kampe for Esbjerg fB fra 2009 til 2013, hvor han var med til at vinde pokalturneringen.

### Brøndby IF
Den 12. juni 2013, underskrev han en fire-årig aftale med Brøndby IF.

### Eintracht Frankfurt
Den 7. august 2015, skiftede Hrádecký til Eintracht Frankfurt i Tyskland. Han har fået kontrakt til 2018.